# Cerco de Jadotville
Cerco de Jadotville ocorreu em setembro de 1961, durante a intervenção das Nações Unidas na Crise do Congo na República do Congo (Léopoldville), na África Central. A Companhia "A", 35º batalhão do Exército Irlandês do contingente da ONUC foi atacado por tropas gendarmaria catanguesa, leais ao primeiro ministro Moise Tshombe do Estado de Catanga. A tropa irlandesa foi cercada na cidade de Jadotville (atual Likasi) e resistiu aos ataques dos catangeses por seis dias enquanto tropas de reforço irlandesas e suecas tentaram sem sucesso alcançar a cidade.
A companhia irlandesa foi eventualmente forçada a se render após os suprimentos e munições acabarem, mas não antes de causar severas baixas ao inimigo. Eles foram detidos como prisioneiros de guerra por aproximadamente um mês. Foi o último conflito da missão de manutenção da paz na Operação das Nações Unidas no Congo (ONUC) a usar tropas suecas e irlandesas em ação hostil.

## Filme
Este episódio foi retratado num filme da Netflix, "O Cerco de Jadotville" (2016).